# Beth Behrs

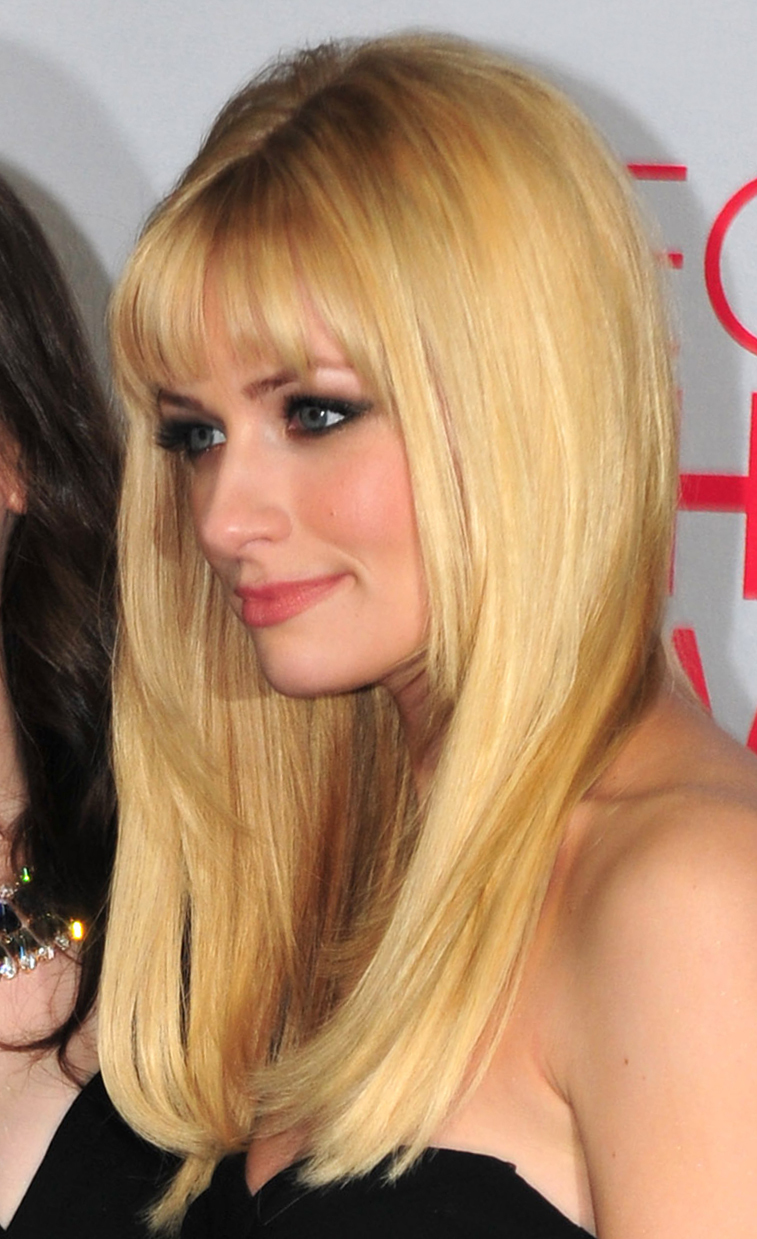
Beth Behrs (2012)

Elizabeth Ann „Beth“ Behrs (* 26. Dezember 1985 in Lancaster, Pennsylvania, USA) ist eine US-amerikanische Schauspielerin, die durch ihre Rolle in der Sitcom 2 Broke Girls bekannt wurde.

## Leben
Beth Behrs wurde 1985 in Lancaster im US-Bundesstaat Pennsylvania als älteste Tochter von David Behrs, Präsident eines Colleges, und der Grundschullehrerin Maureen Behrs geboren. Sie hat eine sechs Jahre jüngere Schwester. 1989 zog die Familie nach Lynchburg (Virginia). Im Alter von vier Jahren begann sie mit dem Schauspiel am Theater. Sie besuchte die E.C. Glass High School.
Mit fünfzehn Jahren zog sie mit ihrer Familie in das Marin County nach Kalifornien. Behrs ging ab 2001 auf die Tamalpais High School, wo sie in das Schauspielerprogramm der Schule aufgenommen wurde. Behrs machte eine Ausbildung am American Conservatory Theater in San Francisco und spielte im Musical Dangling Conversations: The Music of Simon and Garfunkel sowie in den Stücken Korczak’s Children und Tony Kushners A Bright Room Called Day mit. Sie erhielt eine klassische Gesangsausbildung.
2004 zog Behrs nach Los Angeles, wo sie bis heute lebt, um an der UCLA School of Theater, Film and Television zu studieren. 2005 spielte sie die Sandy Dumbrowski in einer Produktion von Grease am Ray of Light Theatre in San Francisco. 2006 wurde sie zur Miss Marin County gekürt. Im Abschlussjahr begann sie, für einige Rollen vorzusprechen. Behrs erhielt ein Stipendium der Young Musician’s Foundation Vocal.
Im Juli 2016 verlobte sich Behrs nach sechs Jahren Beziehung mit dem Schauspieler Michael Gladis. Im Juli 2018 fand die Hochzeit statt.

## Karriere
Beth Behrs erhielt ihre erste Filmrolle in der Teenager-Komödie American Pie präsentiert: Das Buch der Liebe, wofür sie ab März 2009 sieben Wochen in Vancouver vor der Kamera stand. Der Film ist der siebte Teil in der American-Pie-Filmreihe und wurde im Dezember 2009 veröffentlicht. Sie spielte in der Independent-Komödie Serial Buddies, in der es um eine Gruppe von ungeschickten Serienmördern geht und die von Maria Menounos produziert wurde, mit. Behrs drehte Ende 2010 den Independentfilm Route 30, Too! in Chambersburg, Pennsylvania, in dem sie eine Außerirdische spielte.
Behrs absolvierte Gastauftritte in den Krimiserien Navy CIS: L.A. und Castle. Sie arbeitete als Kindermädchen und im Geffen Playhouse in Westwood, Los Angeles, als sie 2011 für eine Rolle in der CBS-Sitcom 2 Broke Girls vorsprach. Sie erhielt nach siebenmaligem Vorsprechen die Hauptrolle der Caroline Channing, die aufgrund finanzieller Schwierigkeiten gezwungen ist, als Kellnerin im New Yorker Stadtteil Williamsburg zu arbeiten.
Seit 2018 spielt sie die Hauptrolle der Gemma Johnson in der Fernsehserie The Neighborhood. 2021 brachte sie mit der Gruppe The Brothers Koren das Album The Moon Will Stay heraus, zu dem sie neben dem Gesang auch Texte beigesteuert hat.

## Filmografie
- 2009: American Pie präsentiert: Das Buch der Liebe (American Pie Presents: The Book of Love)
- 2010: Navy CIS: L.A. (NCIS: Los Angeles, Fernsehserie, Episode 2x11)
- 2011: Serial Buddies
- 2011: Castle (Fernsehserie, Episode 3x20)
- 2011–2017: 2 Broke Girls (Fernsehserie, 138 Episoden)
- 2011: Pretty Tough
- 2011: Starf*ckers
- 2012: Chasing Eagle Rock
- 2012: Route 30, Too!
- 2012: The Argument with Beth Behrs & Michael Gladis
- 2013: Adventures of Serial Buddies
- 2013: Die Monster Uni (Monsters University, Stimme von Carrie)
- 2015: Chasing Eagle Rock
- 2016: Hello, My Name Is Doris
- 2018: The Big Bang Theory (Fernsehserie, Episode 11x14)
- seit 2018: The Neighborhood (Fernsehserie)
- 2019: No Activity (Fernsehserie, Episode 3x07)